# Frédéric Geminiani
Frédéric Geminiani (* 25. Oktober 1981 in Fréjus) ist ein französischer Radrennfahrer.
Frédéric Geminiani gewann 2006 eine Etappe bei der Tour du Sénégal und wurde Dritter in der Gesamtwertung. Beim Grand Prix Chantal Biya schaffte er es auf den zweiten Platz der Gesamtwertung. In der Saison 2007 konnte er zwei Etappen bei der Tour du Cameroun für sich entscheiden und wurde Gesamtzweiter. Außerdem konnte er noch ein Teilstück der Tour de Maurice gewinnen, wo er auch Gesamtzweiter wurde. In der Gesamtwertung der UCI Africa Tour 2007 belegte Geminiani den 16. Rang. 2009 wurde er mit seinem Team Vereinsmeister von Mauritius im Mannschaftszeitfahren.

## Erfolge
2006
- eine Etappe Tour du Sénégal

2007
- zwei Etappen Tour du Cameroun